# Classe County (croiseur)
Pour les autres classes de navires du même nom, voir Classe County.
La classe County est une classe de croiseurs lourds construits pour la Royal Navy entre les deux guerres mondiales. Les navires de cette classe sont les premières unités de la Royal Navy construites dans les limites du traité naval de Washington de 1922. Ces navires ont un déplacement standard de 10 000 tonnes et des canons de calibre 8 pouces. À leur conception ils sont appelés treaty cruisers (croiseurs de traité), le terme croiseur lourd n'est utilisé qu'à partir de 1930 et du traité naval de Londres.
Les treize navires sont construits en trois sous-classes : Kent, London et Norfolk. Ce sont les seuls croiseurs de 10 000 tonnes avec des canons de huit pouces que la Royal Navy ait construits. Les County sont célèbres pour leurs trois cheminées particulières et pour s'être distingués sur tous les grands théâtres d'opérations navales de la Seconde Guerre mondiale.
Dans une tentative de faire construire plus de navires dans les limites du traité naval, la Royal Navy prévoit de construire des croiseurs de 8 250 tonnes, six de construits au lieu de cinq County. Ce navire supplémentaire est une solution tentante à l'époque pour une marine en temps de paix avec un Empire colonial aussi étendu que l'Empire britannique. Des considérations politiques et économiques font que seuls deux navires de 8 250 tonnes (sur les six) sont construits, il s'agit de la classe York.

## Conception
Ces croiseurs sont les premiers navires militaires construits selon les termes du traité naval de 1922. Les restrictions de ce traité imposent des défis d'ingénierie et de nouveaux compromis aux concepteurs dans la façon de trouver le meilleur équilibre entre vitesse, armement et protection. L'US Navy adopte quant à elle un design avec trois tourelles de canons, permettant à la coque d'être raccourcie ; ce gain de poids est mis dans la protection. Cette approche se fait toutefois au détriment de la puissance installée, devant augmenter. En effet, la vitesse d'un bateau est fonction du ratio de la longueur sur la largeur. La Royal Navy pose des exigences relatives à l'autonomie et la vitesse des bateaux en considérant la défense des longues routes commerciales de l'Empire britannique. Cela détermine le besoin d'une longue coque et l'utilisation de tourelles doubles, le reste du déplacement est investi dans la protection.
Le design est de nature conservatrice, surtout en comparaison des cuirassés de la Classe Nelson construits à la même époque et eux aussi selon les termes du traité de Washington. La coque - longue de 630 pieds (environ 192 mètres) - est en flush deck (pont sans discontinuités entre la proue et la poupe) avec un haut franc-bord. Ceci permet une grande stabilité initiale.
Les salles des machines suivent un schéma traditionnel avec les chaudières situées en avant par rapport aux moteurs, ces deux locaux séparés par les dépôts de munitions. Les deux salles de chaudières disposent de quatre sorties d'échappement, mais en trois cheminées. Les deux échappements centraux sont regroupés en une seule cheminée mais plus large que les deux autres. Cette configuration s'avère peu pratique en termes d'utilisation de l'espace interne.
Comme cela avait été testé lors de la conception du HMS Emerald, les County sont construits avec une nouvelle configuration de superstructure incluant la passerelle de navigation, la timonerie, la signalisation et le contrôle de tir en un seul bloc. Tout cela induit une grande rationalisation de l'espace et des parois blindées. De nombreuses terrasses ou plates-formes présentes sur les classes précédentes n'existent pas ici. Le déplacement de l'équipement de contrôle de tir ne rend plus nécessaire un trépied lourd pour supporter l'équipement.

## Différences et modifications
La classe County est en fait décomposée en trois sous-classes : Kent, London et Norflok.

### Sous-classeKent

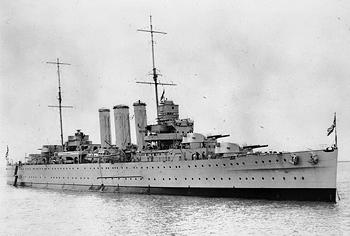
Le en 1929.

Les sept premiers navires le HMS Berwick, le HMS Cornwall, le HMS Cumberland, le HMS Kent (Royal Navy) le HMS Suffolk, le HMAS Australia et le HMAS Canberra (Royal Australian Navy) forment la classe Kent. Ils sont commandés entre 1924 et 1928. Il est rapidement jugé nécessaire d'augmenter la hauteur des cheminées afin que les gaz d'échappement ne perturbent par trop le pont arrière. Entre 1930 et 1933, un avion sur catapulte est ajouté.

### Sources
- (en) Cet article est partiellement ou en totalité issu de l’article de Wikipédia en anglais intitulé « County class cruiser » (voir la liste des auteurs).